# Gornja Močila
Gornja Močila är en ort i Bosnien och Hercegovina.   Den ligger i entiteten Republika Srpska, i den norra delen av landet, 140 km norr om huvudstaden Sarajevo. Gornja Močila ligger 86 meter över havet och antalet invånare är 287.
Terrängen runt Gornja Močila är platt.Närmaste större samhälle är Derventa, 14,5 km söder om Gornja Močila. 
Omgivningarna runt Gornja Močila är en mosaik av jordbruksmark och naturlig växtlighet. Runt Gornja Močila är det ganska tätbefolkat, med 67 invånare per kvadratkilometer.